# Tylkowo

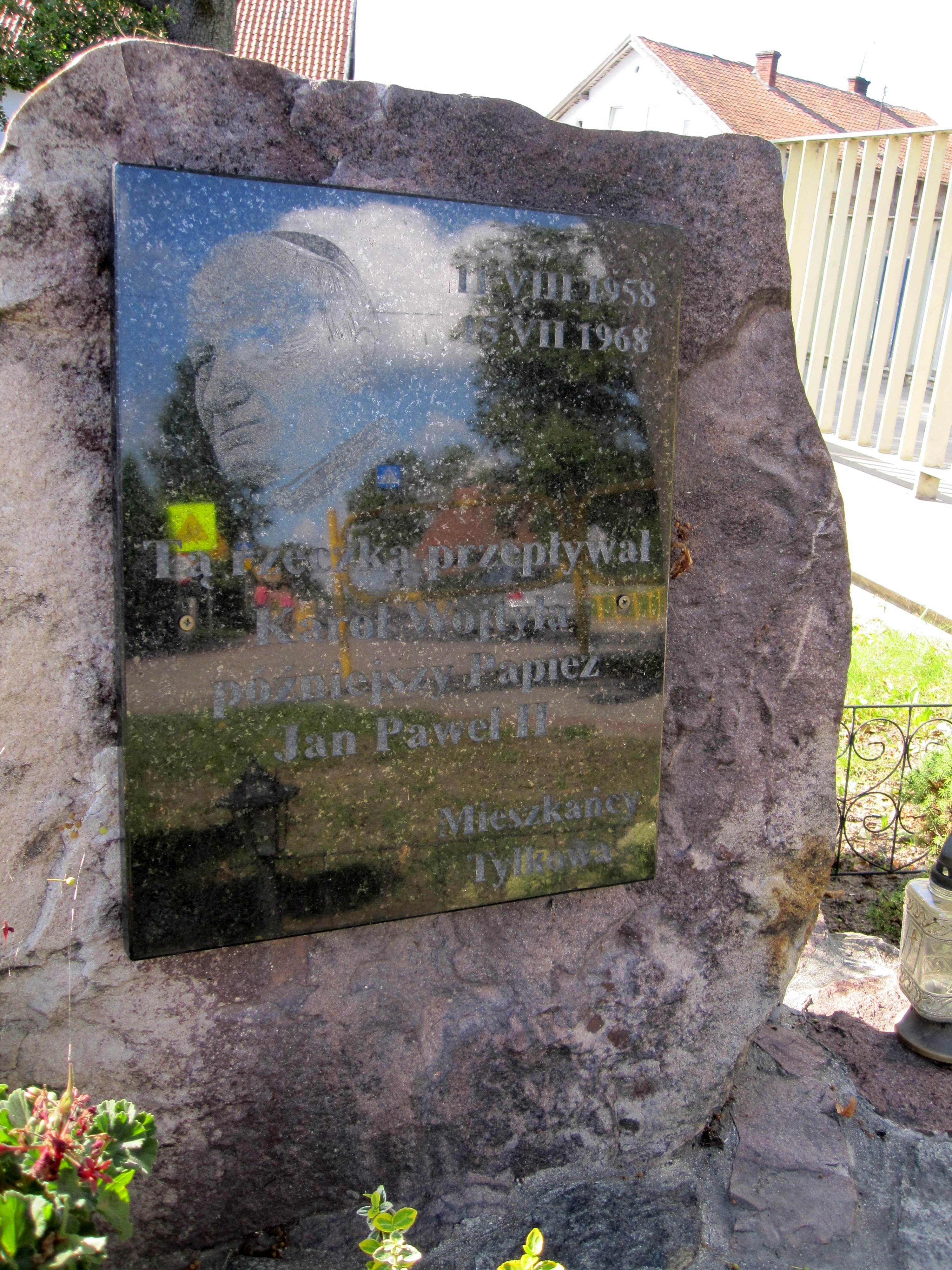
Tylkowo – głaz pamiątkowy

Tylkowo (niem. Scheufelsdorf) – wieś w Polsce położona w województwie warmińsko-mazurskim, w powiecie szczycieńskim, w gminie Pasym. W latach 1975–1998 miejscowość administracyjnie należała do województwa olsztyńskiego.
Tylkowo znajduje się na trasie Olsztyn – Szczytno, nad rzeczką Tylkówką (inna nazwa to Kalwa), ok. 4 km na zachód od Pasymia. We wsi znajdują się dwa sklepy, przystanek autobusowy, szkoła i elektrownia wodna. Według danych z 2005 roku wieś obejmowała obszar 1556 ha gruntów rolnych i leśnych. Obecnie we wsi mieszka 397 mieszkańców.
Budynki mieszkalne i gospodarcze ulokowane są wzdłuż trzech ulic (jedna jest asfaltowa, dwie gruntowe). Domy stoją frontem do drogi, wieś ma charakter ulicówki.

## Historia
W pobliżu Tylkowa odkryto cmentarzysko typu kurhanowego, pochodzące z epoki brązu (m.in. kurhan o średnicy 14 m, otoczony rozbudowanym wieńcem kamiennym).
Wieś lokowana w 1384 przez wielkiego mistrza krzyżackiego Konrada Zöllnera von Rotenstein, na 30 włókach z 10 latami wolnizny. Nadanie otrzymał Ditryk Schewnpflugk (brat Tyla z Tylkówka). W dokumentach podatkowych z 1542 r. wymieniany jest młyn wodny a wieś określana jest jako własność ziemska.
W 1855 roku mieszkańcy wsi napisali skargę na tutejszego nauczyciela Sterna, który surowo karał dzieci za najmniejsze przewinienie. Kary cielesne wzburzyły mieszkańców Tylkowa – „my naszych dziatków więcej do niego słać nie będziem”. List podpisany słowami „ludzie pokój miłujące tak w miłości i w pokoju jako bracia pomiędzy sobą żyjemy” napisany był w języku polskim, z elementami gwary mazurskiej.
W 2005 roku we wsi były 84 domy z 390 mieszkańcami.

## Ludzie związani z Tylkowem
- W Tylkowie urodził się Marcin Nikuta (1741–1812) doktor filozofii Uniwersytetu Królewieckiego, profesor Szkoły Rycerskiej w Warszawie. Pedagog i filantrop zajmujący się opieką i wychowaniem młodzieży.
- w Tylkowie urodził się August Kiwicki (17 września 1879 – 4 marca 1950 w Dłużku), bojownik o polskość Warmii i Mazur w okresie plebiscytowym, prześladowany przez niemieckie władze, opisany przez Melchiora Wańkowicza w reportażu „Na tropach Smętka”

## Zabytki i atrakcje turystyczne
- Budownictwo murowane głównie XIX-wieczne.
- Szkoła murowana z czerwonej cegły na fundamencie z kamieni polnych, z przełomu XIX i XX wieku.
- Przy drodze do Tylkówka dawny zespół młyński na rzece Kośna z XIX w. (obecnie elektrownia wodna): młyn, spichlerz, urządzenia hydrotechniczne oraz młynarzówka z początku XX wieku[4].
- W kierunku na Łajs i Małszewo zabytkowa brukowana droga, długości ok. 10 km, jest częścią szlaku rowerowego Pasym – Narajty – Tylkówko.
- W pobliżu wsi znajdują się dwa stanowiska archeologiczne (kurhany).
- Przez Tylkowo przebiega pomarańczowy szlak rowerowy Pasym – Narajty – Tylkówko – Pasym.
- Głaz pamiątkowy poświęcony pobytowi w Tylkowie i okolicach Karola Wojtyły, który pływał kajakiem po okolicznych jeziorach i rzeczkach. Głaz znajduje się nad rzeczką Kalwa. Odsłonięcia kamienia dokonał proboszcz parafii w Pasymiu ks. Józef Grażul, a ufundowała społeczność Tylkowa.